# حكومة شرق خبي المستقلة
حكومة شرق خبي المستقلة (بالصينية: 冀東防共自治政府) كانت دولة قصيرة العمر في أواخر الثلاثينيات في شمال الصين. وقد وصفها المؤرخون بأنها إما دولة دمية يابانية أو دولة حاجزة.

## التاريخ

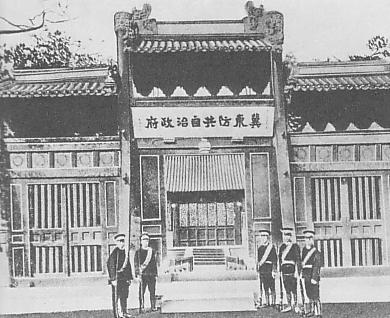
مبنى حكومة الحكم الذاتي في شرق خبي

بعد إنشاء مانشوكو والعمل العسكري اللاحق من قبل الجيش الإمبراطوري الياباني، والذي جعل شمال شرق الصين شرق السور العظيم تحت السيطرة اليابانية، وقعت إمبراطورية اليابان وجمهورية الصين على هدنة تانغ، التي أنشأت منطقة منزوعة السلاح جنوب سور الصين العظيم، وتمتد من تيانجين إلى بكين. بموجب شروط الهدنة واتفاقية هي-أوميزو اللاحقة لعام 1935، تم أيضًا تطهير هذه المنطقة المنزوعة السلاح من النفوذ السياسي والعسكري لحكومة الكومينتانغ الصينية.
في 15 نوفمبر 1935، أعلن المسؤول الصيني المحلي لـ 22 مديرية في مقاطعة خبي، يين جو كنج، أن الأراضي الخاضعة لسيطرته تتمتع بالحكم الذاتي. بعد عشرة أيام، في 25 نوفمبر، أعلن أنهم مستقلون عن جمهورية الصين وأن تكون عاصمتهم في تونغتشو. وقعت الحكومة الجديدة على الفور معاهدات اقتصادية وعسكرية مع اليابان. تم حل فيلق حفظ السلام في المنطقة منزوعة السلاح الذي أنشأته هدنة تانغ وأعيد تنظيمه ليصبح جيش خبي الشرقية بدعم عسكري ياباني. كان الهدف الياباني هو إنشاء منطقة عازلة بين مانشوكو والصين، لكن النظام التعاوني الموالي لليابان كان يُنظر إليه على أنه إهانة من قبل الحكومة الصينية وانتهاكًا لهدنة تانغ.

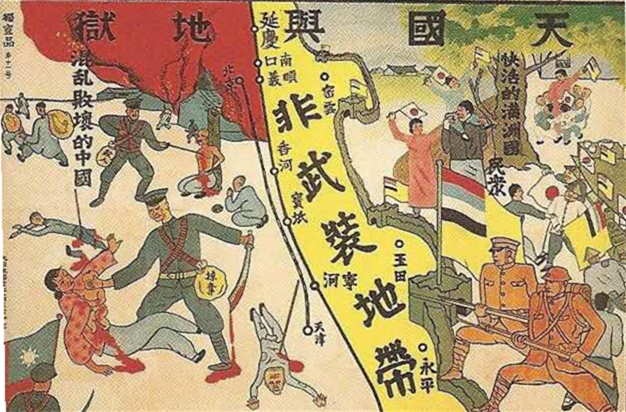
الدعاية اليابانية، منطقة غير مسلحة في شرق خبي

تلقت حكومة شرق خبي المتمتعة المستقلة ردًا على شكل حكومة خبي-تشاهار السياسية بقيادة الجنرال سونغ تشيوان، والتي كانت تحت حكومة نانجينغ، في 18 ديسمبر 1935. بقي الجنود الصينيون في المنطقة.
في يوليو 1936، اندلعت انتفاضة الفلاحين ضد حكومة شرق خبي المستقلة في منطقة ميون. بقيادة كاهن طاوي قديم، تم تنظيم المتمردين من قبل جمعية الرمال الصفراء وتمكنوا من هزيمة وحدة جيش شرق خبي التي تم إرسالها لقمعهم.  بعد ذلك، حشد الجيش الإمبراطوري الياباني لقمع الانتفاضة وهزم الفلاحين المتمردين بحلول سبتمبر. قُتل أو جرح حوالي 300 متمرد من جماعة الرمال الصفراء في القتال. 
نجت حكومة شرق خبي من تمرد تونغشو في أواخر يوليو 1937 قبل أن يتم استيعابها في حكومة الصين المؤقتة المتعاونة في فبراير 1938.